# Amortificatie
Amortificatie (eigenlijk admortificatie) of dode-hand-stelling is een manier waarop een leenheer in de middeleeuwen delen van zijn bezit in leen kon geven zonder dat ze definitief uit het familiebezit raakten. Hij gaf een leen aan een kerkelijke functionaris, opdat het na diens dood weer terug zou vallen in zijn eigen beheer. Leden van de clerus werden immers geacht celibatair te leven en kregen dus geen kinderen die hun bezittingen konden erven.
Het woord komt van Latijn admortificare: letterlijk zoiets als "richting (ad) de dood (mors) maken (facere)". Dit woord was waarschijnlijk gekozen omdat de heer zijn bezit te leen gaf aan iemand die een dode tak van een familie uitmaakte doordat hij zich niet voortplantte. Na amortificatie kwam een bezit dan "in dode hand".
Deze gewoonte is ontstaan omdat de heer een eenmaal uitgegeven leen veelal nooit meer in eigen handen terugkreeg, doordat de leenman het leen als een erfelijk recht beschouwde. Een wereldlijke leenman gaf dit leen in de praktijk steeds aan zijn eigen kinderen door. Toch werkte de amortificatie niet altijd even bevredigend: wanneer de leenman bezittingen, bijvoorbeeld, aan een klooster te leen gaf, bleef het veelal permanent in leen bij dat klooster. De dood van een abt maakte hierbij niets uit.